# Vrienden van het Platteland
Vrienden van het Platteland (UCI-code: VVP) was een Nederlandse wielerploeg voor vrouwen, die bestond tussen 2000 en 2008. Het team heette de eerste vijf jaren Ondernemers van Nature (OND). Het team kwam uit op de weg en op de baan.
Het team bestond voornamelijk uit Nederlandse rensters, zoals Vera Koedooder, Loes Gunnewijk, Iris Slappendel, Ellen van Dijk, Roxane Knetemann en Annemiek van Vleuten. In de laatste twee jaren reden er ook enkele buitenlandse rensters bij het team, waaronder de Belgische Liesbeth De Vocht en de Noorse Anita Valen.

## Renners
| Naam                 | Geboortedatum | Nationaliteit | Jaren     |
| -------------------- | ------------- | ------------- | --------- |
| Loes Gunnewijk       | 27-11-1980    | Nederland     | 2002-2005 |
| Martine Bras         | 17-05-1978    | Nederland     | 2002-2003 |
| Vera Koedooder       | 31-10-1983    | Nederland     | 2004      |
| Iris Slappendel      | 18-02-1985    | Nederland     | 2004-2006 |
| Chantal Beltman      | 25-08-1976    | Nederland     | 2004-2006 |
| Sharon van Essen     | 03-03-1981    | Nederland     | 2004-2006 |
| Andrea Bosman        | 06-08-1979    | Nederland     | 2004-2005 |
| Ellen van Dijk       | 11-02-1987    | Nederland     | 2006-2008 |
| Monique van de Ree   | 02-03-1988    | Nederland     | 2007      |
| Roxane Knetemann     | 01-04-1987    | Nederland     | 2008      |
| Annemiek van Vleuten | 08-10-1982    | Nederland     | 2008      |
| Willy Kanis          | 27-07-1984    | Nederland     | 2008      |
| Tanja Schmidt-Hennes | 30-06-1971    | Duitsland     | 2001-2002 |
| Katherine Bates      | 18-05-1982    | Australië     | 2002      |
| Anita Valen          | 12-12-1968    | Noorwegen     | 2007      |
| Liesbeth De Vocht    | 05-01-1979    | België        | 2008      |

## Overwinningen
2007
- 1e etappe Ronde van Chongming, Ellen van Dijk

## Kampioenschappen
2007
 Nederlands kampioene tijdrijden, Ellen van Dijk